# 弗利足球會
弗利足球會（Forlì Football Club）是一支位於意大利弗利的職業足球會，目前於意大利足球丁級聯賽角逐。

## 外部連結
- Official site （页面存档备份，存于）